# Divize B 1993/1994
V soubojích 29. ročníku České divize B 1993/94 se utkalo 16 týmů dvoukolovým systémem podzim–jaro. Tento ročník začal v srpnu 1993 a skončil v červnu 1994.

## Kluby podle přeborů
- Severočeský (9): TJ Kovostroj Děčín, Česká Lípa, FK VTJ Teplice "B", SK Sokol Brozany, Litvínov, TJ Slovan Varnsdorf, Žatec, TJ Slavoj Litoměřice, TJ Slovan Jirkov
- Středočeský (4): SK Rakovník, TJ KŽ Králův Dvůr, SK Slaný VTJ, TJ Rudná
- Pražský (3): SK Aritma Praha, TJ Meteor Praha 8, TJ Tatra Smíchov.

## Výsledná tabulka
| Poř. | Tým                  | Z  | V  | R  | P  | VG | OG | B  |
| ---- | -------------------- | -- | -- | -- | -- | -- | -- | -- |
| 1.   | TJ Kovostroj Děčín   | 30 | 23 | 3  | 4  | 89 | 23 | 49 |
| 2.   | Česká Lípa           | 30 | 21 | 5  | 4  | 67 | 22 | 47 |
| 3.   | SK Rakovník          | 30 | 15 | 9  | 6  | 53 | 28 | 39 |
| 4.   | FK VTJ Teplice "B"   | 30 | 12 | 13 | 5  | 55 | 25 | 37 |
| 5.   | SK Sokol Brozany     | 30 | 12 | 9  | 9  | 50 | 35 | 33 |
| 6.   | Litvínov             | 30 | 12 | 9  | 9  | 43 | 35 | 33 |
| 7.   | SK Aritma Praha      | 30 | 8  | 15 | 7  | 31 | 27 | 31 |
| 8.   | TJ Slovan Varnsdorf  | 30 | 12 | 5  | 13 | 41 | 48 | 29 |
| 9.   | TJ Meteor Praha 8    | 30 | 9  | 9  | 12 | 40 | 45 | 27 |
| 10.  | TJ KŽ Králův Dvůr    | 30 | 10 | 6  | 14 | 46 | 51 | 26 |
| 11.  | Žatec                | 30 | 7  | 11 | 12 | 30 | 44 | 25 |
| 12.  | TJ Slavoj Litoměřice | 30 | 7  | 11 | 12 | 34 | 54 | 25 |
| 13.  | SK Slaný VTJ         | 30 | 10 | 4  | 16 | 38 | 60 | 24 |
| 14.  | TJ Tatra Smíchov     | 30 | 7  | 8  | 15 | 37 | 72 | 22 |
| 15.  | TJ Rudná             | 30 | 8  | 4  | 18 | 37 | 59 | 20 |
| 16.  | TJ Slovan Jirkov     | 30 | 2  | 9  | 19 | 15 | 78 | 13 |

Poznámky:
- Z = Odehrané zápasy; V = Vítězství; R = Remízy; P = Prohry; VG = Vstřelené góly; OG = Obdržené góly; B = Body
- O pořadí klubů se stejným počtem bodů rozhodly vzájemné zápasy.

|  | Postup do ČFL 1994/95                           |
|  | Sestup do příslušného krajského přeboru 1994/95 |